# Hans-Günther Lange
Hans-Günther Lange (* 28. September 1916 in Hannover; † 3. April 2014 in Kiel) war ein deutscher Marineoffizier, U-Boot-Kommandant im Zweiten Weltkrieg und Kommandeur der Ubootflottille der Bundesmarine.

## Leben

### Kriegsmarine
Am 3. April 1937 trat Hans-Günther Lange als Seeoffiziersanwärter in den Dienst der Kriegsmarine. Seit Mitte 1940 war er zunächst II. bzw. I. Wachoffizier auf dem Torpedoboot Jaguar, ehe er im September 1941 zur U-Boot-Waffe wechselte. Dort war er anfangs im Rang eines Oberleutnants zur See als I. Wachoffizier auf U 431 unter Wilhelm Dommes eingesetzt. Am 26. September 1942 wurde er Kommandant von U 711.
U 711 gehörte zur 13. U-Flottille und wurde vornehmlich in arktischen Gewässern gegen britische und sowjetische Konvois eingesetzt. Dreimal attackierte U 711 sowjetische Funkstationen auf kleineren Inseln in der Barentssee und angrenzenden Gewässern. Auf insgesamt zwölf Feindfahrten mit U 711 versenkte Lange zwei Schiffe, darunter die Korvette HMS Bluebell am 17. Februar 1945.
Am 4. Mai 1945 entkam Lange nur knapp einem britischen Jagdbomberangriff auf das Wohn- und Depotschiff Black Watch unmittelbar nach Einlaufen in den U-Boot-Stützpunkt in der Kilbotnbucht bei Harstad. Dabei sanken die Black Watch nach sieben und U 711 nach fünf Bombentreffern.
Am 8. Mai 1945 geriet er in Kriegsgefangenschaft, aus welcher er nach drei Monaten wieder entlassen wurde. Sein letzter Dienstgrad war Kapitänleutnant.

### Bundesmarine
Ab 1957 war er beteiligt an der Schaffung der neuen U-Bootwaffe der Bundesmarine. Er war Kommandeur des 1. U-Bootgeschwaders und ab Januar 1964 Kommandeur der Ubootflottille, in der alle deutschen U-Boote zusammengefasst waren. Als solcher unterstützte er den zeitweiligen Verleih des deutschen U-Bootes U 3 zu Ausbildungszwecken an den NATO-Partner Norwegen. Zum Dank hierfür erhielt die Bundesrepublik auf seinen Wunsch hin das deutsche U-Boot U 995 aus dem Zweiten Weltkrieg, welches in Norwegen als KNM Kaura bis 1965 in Dienst war, zum symbolischen Preis von einer Mark. Heute steht U 995 als Museums-U-Boot am Marine-Ehrenmal Laboe.
Lange übergab das Kommando über die Ubootflottille am 31. März 1965 und trat am 30. September 1972 als Stabsoffizier der Marinedivision Nordsee in den Ruhestand. Hans-Günther Lange liegt auf dem Kieler Nordfriedhof begraben.

## Auszeichnungen
- Eisernes Kreuz (1939) II. Klasse am 7. Juni 1940
- Eisernes Kreuz (1939) I. Klasse am 12. Dezember 1940
- Zerstörer-Kriegsabzeichen am 24. Dezember 1940
- Deutsches Kreuz in Gold am 11. Mai 1944[4]
- Ritterkreuz des Eisernen Kreuzes mit Eichenlaub[4]
  - Ritterkreuz am 26. August 1944
  - Eichenlaub am 29. April 1945 (ohne Verleihungsnummer)
- U-Boot-Kriegsabzeichen (1939)
- U-Boot-Frontspange in Bronze und Silber